# Aristolochia pannosoides
Aristolochia pannosoides Hoehne – gatunek rośliny z rodziny kokornakowatych (Aristolochiaceae Juss.). Występuje naturalnie w Wenezueli oraz Kolumbii.

## Biologia i ekologia
Rośnie na sawannach. Występuje na terenach nizinnych.